# Operazione Artiglio (2019)
L'Operazione Artiglio è un'operazione militare transfrontaliera delle forze armate turche nel nord dell'Iraq contro il Partito dei Lavoratori del Kurdistan (PKK). Le truppe turche hanno sparato proiettili di artiglieria e hanno lanciato attacchi aerei nella mattinata del 28 maggio 2019, seguiti da un passaggio di confine dell'esercito turco.

## Operazione
Il 12 giugno, un agguato PKK fallito ha ucciso 2 militanti portando a 45 il bilancio delle vittime del PKK. Sono state sequestrate armi e telecamere di testa.
Il 13 giugno, 3 militanti del PKK sono stati uccisi nella regione di Harkuk, nel nord dell'Iraq.